# 사미의 노래
사미의 노래(북부 사미어: Sámi soga lávlla)는 사미인의 노래이다. 작사는 이사크 사바가 했으며, 아르네 쇠를리가 작곡하였다. 본래 시로 지어진 것으로, 1906년 4월 1일 사미 신문 Saǥai Muittalægje에 처음 실렸다.